# Stazione di Licata
La stazione di Licata è una stazione ferroviaria di RFI e lo scalo ferroviario della città siciliana di Licata. È posta al km 199+873 della ferrovia Canicattì-Siracusa.

## Storia
La stazione venne costruita nell'ambito della costruzione della ferrovia proveniente da Caltanissetta, iniziata dalla Società Vittorio Emanuele e realizzata successivamente dalla Società per le Strade Ferrate Calabro-Sicule, per connettere le aree zolfifere del nisseno e della Sicilia centrale con il porto per l'esportazione del minerale di zolfo estratto.
La stazione venne costruita in corrispondenza del centro abitato sulla sponda occidentale del fiume Salso.
Dato che l'interesse maggiore era quello, commerciale, di far arrivare lo zolfo alle raffinerie della costa e al Porto di Licata, Canicattì e il comprensorio nisseno vennero collegati a partire dal febbraio 1881 con l'apertura dell'ultimo tratto, di 18 km di ferrovia, su Licata. Da tale data quindi anche i viaggiatori poterono raggiungere sia Caltanissetta e Catania che il capoluogo regionale Palermo.
I lavori di costruzione andarono a rilento a causa delle difficoltà economiche della Società Vittorio Emanuele. La Società Sicula, subentrata nel 1885 nella gestione delle ferrovie siciliane riprese i lavori così, il 29 marzo 1891, Licata fu collegata con la Stazione di Gela a quel tempo chiamata ancora Terranova di Sicilia e quindi in direzione di Siracusa.

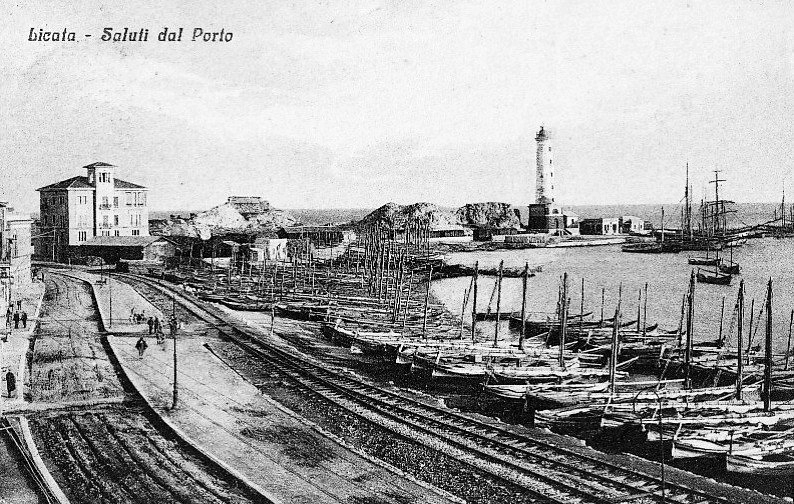
Stazione di Licata Marittima

Il 26 novembre 1888 la Sicula realizzò anche il raccordo con il Porto di Licata e la stazione di Licata Marittima con il proprio piazzale con vari binari tronchi di cui alcuni a doppio scartamento.
Negli anni successivi si prospettò l'opportunità di costruire anche un collegamento più diretto con Agrigento, lungo la costa via Palma di Montechiaro, ma non se ne fece nulla e al suo posto ma con eccessivo ritardo nella costruzione venne realizzata la linea a scartamento ridotto Agrigento-Naro-Licata ma con tratte a cremagliera, pertanto di bassa potenzialità, che sopravvisse fino alla chiusura avvenuta negli anni cinquanta. La stazione divenne così un importante nodo di scambio con binari a doppio scartamento e rimessa per le locomotive a vapore R.370.
La progressiva chiusura di molte miniere di zolfo produsse la contrazione del traffico merci e viaggiatori relativo ma la stazione mantenne un consistente traffico viaggiatori pur essendo eccessivo il tempo di percorrenza verso Catania; anche il collegamento tra Gela e Caltagirone, realizzato alla fine degli anni settanta, pur abbreviando i tempi non riuscì a restituire alla stazione il traffico viaggiatori acquisito dalle altre modalità di trasporto su strada.
Il traffico viaggiatori è costituito da pendolari, impiegati o studenti, diretti verso i centri vicini e verso Caltanissetta; ma è progressivamente diminuito in favore del trasporto su strada, pubblico ed individuale. Ciò ha determinato la rimodulazione dell'offerta con pochi servizi e orari poco appetibili.
Il raccordo ferroviario di 1.473 m, stazione di Licata-stazione di Licata Marittima, divenuto inattivo a causa del crollo dell'esportazione di zolfo, venne infine dismesso definitivamente con decreto n. 19T del 23 giugno 2004 con decreto di autorizzazione del ministro delle infrastrutture e dei trasporti Pietro Lunardi emesso ai sensi dell'articolo 2 del DM 138T del 31 ottobre 2000 e in seguito ad istanza di rinuncia alla concessione all'esercizio della linea presentata dall'amministratore delegato di RFI S.p.A. dopo avere acquisito il parere favorevole della Regione Siciliana, del Ministero della difesa, del Ministero dell'Economia e delle Finanze e infine, il 29 aprile 2004, della Direzione generale del trasporto ferroviario.

## Caratteristiche
La stazione insiste sulla direttrice ferroviaria Siracusa-Gela-Canicattì per la quale è stazione passante. È costituita da un fabbricato a due elevazioni di classico stile ferroviario a cui sono affiancati alcuni fabbricati di servizio posti lato mare. A ovest si trova la rimessa locomotive, ormai dismessa. 
La pensilina è posta soltanto sul primo binario.
Il piazzale binari comprende il primo binario e il secondo per servizio viaggiatori, muniti di marciapiede. Il terzo binario è di ricovero per servizio merci. Affiancati ad essi esistono vari binari tronchi disconnessi. Il piazzale a scartamento ridotto, munito di una piccola piattaforma girevole, è stato definitivamente smantellato negli anni settanta. Sono ancora presenti, due serbatoi d'acqua di ferro affiancati e il rifornitore, inattivo, per le locomotive a vapore.

## Servizi
La stazione dispone di:
- Sala d'attesa